# Échelle de dépression de Montgomery et Åsberg
L'échelle de dépression de Montgomery et Åsberg (MADRS pour Montgomery-Åsberg Depression Rating Scale) est un hétéro-questionnaire à 10 éléments utilisé pour évaluer la sévérité de la dépression chez des patients souffrant de troubles de l'humeur. Elle a été conçue en 1979 par Stuart Montgomery et Marie Åsberg (sv) comme un complément à l'échelle de dépression de Hamilton qui serait plus sensible aux effets des antidépresseurs et autres traitements. Une forte corrélation entre les résultats des deux échelles a cependant été démontrée. Une version auto-évaluée est souvent utilisée par les médecins, avec des résultats proches de ceux obtenus par les praticiens.

## Interprétation
Plus le score est élevé, plus la dépression est sévère. Le score peut aller de 0 à 60.
Les sous-groupes couramment utilisés sont :
- de 0 à 6 points : patient sain
- de 7 à 19 points : dépression légère
- de 20 à 34 points : dépression moyenne
- > 34 points : dépression sévère.